# Ibirapuera Park
Ibirapuera Park położony jest w São Paulo i zajmuje obszar 1,5 km². Park jest jednym z najczęściej odwiedzanych parków w mieście.